# 陈兴道陆军大学
陈兴道陆军大学，即“陆军第一军官学校”，是一所隶属于越南国防部的大学，为越南人民军陆军培训排、连、营级指挥军官。校址位于河内市下辖的山西市社。

## 历史
最初为1945年4月15日建立的“抗日军政学校”。1945年9月7日更名为“越南军政学校”。1945年10月15日更名为“越南干部训练学校”。1946年4月15日更名为“陈兴道武备学校”，在山西市开课，准备抗法战争。1948年2月更名为“陈兴道陆军中学”。1950年12月更名为“越南陆军学校”。1956年1月更名为“陆军军官学校”。1976年更名为“陆军第一军官学校”。1998年，被国家教育部列为本科学历学校。2010年10月28日更现名。

## 组织架构
行政机构：
- 院办
- 训练部
- 政治部
- 军事科学部
- 技术部
- 后勤部
- 财务委员会
- 研究生委员会
- 考试委员会

训练部
- 战略科
- 党的工作政治工作科
- 共同军事科
- 兵种科
- 射击科
- 地方军事科
- 侦察科
- 军事师范科
- 马列理论科
- 体育科
- 自然科学科
- 外语越语科
- GDQP - AN - ĐHQGHN中心
- GDQP - AN - ĐHSP1科

配属单位：
- 各系：4, 7, 14
- 各营： 1, 2, 3, 5, 6, 8, 9, 10, 11, 12, 13, 15, 16, 17, 18, 19, 20, 73